# كونفدرالية بيونهان
بيونهان، وتعرف باسم بيونجن أيضاً، هي كونفدرالية مكونة من عدد من المشيخات والتي تواجدت في بداية القرن الميلادي الأول، واستمرت حتى القرن الرابع الميلادي، وبالتحديد في جنوبي شبه الجزيرة الكورية. بيونهان هي إحدى كونفدراليات سامهان الثلاث (دول الهان الثلاث)، بالإضافة إلى كونفدرالية ماهان، وكونفدرالية جنهان.

## التاريخ
هذه الفترة من تاريخ ممالك كوريا الثلاث تسمى ممالك كوريا الثلاث البدائية.
بيونهان كشقيقاتها من كونفدراليات سامهان، نشأت من دولة جن السابقة، والتي كانت تقع في جنوبي كوريا.
تشير الأدلة الأثرية إلى ارتفاع في النشاط العسكري وإنتاج الأسلحة بين دويلات بيونهان، وذلك في القرن الثالث الميلادي، وبالأخص زيادة في السهام، ودروع الصدر (بارنيز 2000). وهذا قد يشير إلى سقوط بيونهان وارتفاع نير كونفدرالية غايا، والتي انضمت إليها معظم دويلات بيونهان. غايا في نهاية المطاف سقطت تحت احتلال شلا، إحدى ممالك كوريا الثلاث.

## الثقافة والتجارة
ينص كتاب «سجلات الممالك الثلاث» الصيني أن لغة بيونهان وثقافتها تتشابه مع شقيقتها كونفدرالية جنهان، مع أن التحف الأثرية تظهر بعض الفروق البسيطة. بيونهان قد تشير ببساطة إلى المشيخات الواقعة في جنوب وغرب وادي نهار ناكدونغ، والتي لم تنضم رسمياً إلى كونفدرالية جنهان.
وفقاً للسجلات الصينية من القرن الثالث الميلادي «سجلات الممالك الثلاث»، فإن بيونهان عرفت بإنتاج الحديد، كما أنها صدرت الحديد إلى قيادات الهان في الشمال، وإلى ياماتو اليابان، وإلى باقي شبه الجزيرة الكورية. كما كانت بيونهان مركزاً لتصنيع الفخار الحجري.

## الدويلات
وفقاً «لسجلات الممالك الثلاث» فإن بيونهان تكونت من 12 مشيخة، وهي:
- دويلة مرمدونغ (بالهانغل: 미리미동국 | بالهانجا: 彌離彌凍國)، ومقرها مريانغ.
- دويلة جوبدو (بالهانغل: 접도국 | بالهانجا: 接塗國)، ومقرها هامان.
- دويلة غوجاميدونغ (بالهانغل: 고자미동국 | بالهانجا: 古資彌凍國)، ومقرها غوسونغ.
- دويلة غوسنشي (بالهانغل: 고순시국 | بالهانجا: 古淳是國)، ومقرها جنجو، ساتشون أو غوسونغ.
- دويلة بالو (بالهانغل: 반로국 | بالهانجا: 半路國)، ومقرها سونغجو.
- دويلة نانغنو (بالهانغل: 낙노국 | بالهانجا: 樂奴國)، ومقرها هادونغ أو نامهاي.
- دويلة غنمي (بالهانغل: 군미국 | بالهانجا: 軍彌國)، ومقرها ساتشون.
- دويلة ميوياما (بالهانغل: 미오야마국 | بالهانجا: 彌烏邪馬國)، ومقرها غوريونغ.
- دويلة غامنو (بالهانغل: 감로국 | بالهانجا: 甘路國)، ومقرها غمتشون.
- دويلة غويا (بالهانغل: 구야국 | بالهانجا: 狗邪國)، ومقرها غمهاي.
- دويلة جوجوما (بالهانغل: 주조마국 | بالهانجا: 走漕馬國)، ومقرها غمتشون.
- دويلة أنيا (بالهانغل: 안야국 | بالهانجا: 安邪國)، ومقرها هامان.
- دويلة دونغنو (بالهانغل: 독로국 | بالهانجا: 瀆盧國)، ومقرها دونغناي.

## وصلات خارجية
- (بالكورية) 변한 .